# Alan Chávez
Alan Chávez (* 23. Dezember 1990 in Mexiko-Stadt; † 12. September 2009 ebenda) war ein mexikanischer Schauspieler.
International bekannt wurde Chávez im Jahr 2007 durch die Rolle des Miguel in Rodrigo Plás Film La zona.  
Kurz nach den Dreharbeiten zu Somos lo que Hay wurde Chávez von einem Polizisten erschossen. 